# Abadazad
Abadazad är en tecknad serie från det amerikanska serieförlaget CrossGen skapad av J.M. DeMatteis och Mike Ploog. Abadazad är en fantasyserie i samma berättartradition som Alice i Underlandet och böckerna om Narnia.